# Bryconamericus exodon
Bryconamericus exodon är en fiskart som beskrevs av Eigenmann, 1907. Bryconamericus exodon ingår i släktet Bryconamericus och familjen Characidae. Inga underarter finns listade.